# Egzempcja wojskowa
Egzempcje wojskowe były dylacjami występującymi w prawie I Rzeczypospolitej. Żołnierze na mocy konstytucji sejmowej lub z upoważnienia hetmana otrzymywali dokument zawieszający dalsze postępowanie sądowe przed każdym rodzajem sądów z wyłączeniem sądownictwa wojskowego. Wstrzymywały one postępowanie (nawet egzekucyjne, gdy wyrok nie miał powagi rzeczy osądzonej) wobec osób biorących udział w wyprawie wojennej oraz ich rodziny. Podnosiło to atrakcyjność służby wojskowej i zapobiegało opuszczaniu przez żołnierzy armii.
Egzempcje były instytucją znaną prawu zwyczajowemu. Kształtowały ją jednak – przez konstytucje – sejmy. Sejm ustalał zakres osobowy, stosował bardziej lub mniej rygorystyczne kryteria, zmieniał zakres czasowy obowiązywania egzempcji, zapobiegał jego nadużywaniu, a co najważniejsze – zdecydowanie reagował na nieuznawanie tej formy odroczeń przez sądy.
Obok siebie w XVI i XVII w. występowały zarówno egzempcje generalne wydawane przez sejm, jak i hetmańskie, wydawane bez sankcji sejmowej. Konstytucje o exemptach miały zawsze charakter czasowy. Wobec postępującego paraliżu prac sejmu w XVII w. coraz bardziej powszechne stały się egzempty wydawane przez hetmanów.